# Juri Stepkine
Juri Stepkine, född den 15 oktober 1971 i Kursk, Ryssland, är en rysk judoutövare.
Han tog OS-brons i herrarnas halv tungvikt i samband med de olympiska judotävlingarna 2000 i Sydney.